# Ивоней
Ивоней Жуниор да Силва Рабело (порт. Ivonei Júnior da Silva Rabelo; родился 16 апреля 2002, Рондонополис) — бразильский футболист, полузащитник эмиратского клуба «Аль-Батаех».

## Клубная карьера
Уроженец Рондонополис, штат Мату-Гросу, Ивоней начал футбольную карьеру в академии местного клуба «Вила Аурора». В 2013 году стал игроком футбольной академии «Сантоса». 2 октября 2018 года подписал свой первый профессиональный контракт с клубом.
13 августа 2020 года дебютировал в основном составе «Сантоса» в матче бразильской Серии A против «Интернасьонала».

## Карьера в сборной
В октябре 2017 года получил вызов в сборную Бразилии до 15 лет для участия в чемпионате Южной Америки, который прошёл в Аргентине в ноябре того же года. Забил на турнире один гол в матче против Венесуэлы.

## Титулы и достижения
- Вице-чемпион Бразилии (1): 2019 (не играл)
- Финалист Кубка Либертадорес (1): 2020